# Rezolucja Rady Bezpieczeństwa ONZ nr 704
Rezolucja Rady Bezpieczeństwa ONZ nr 704 została przyjęta bez głosowania 9 sierpnia 1991 r.
Po przeanalizowaniu wniosku Wysp Marshalla o członkostwo w Organizacji Narodów Zjednoczonych, Rada zaleciła Zgromadzeniu Ogólnemu przyjęcie tego państwa do swojego grona.

## Źródło
- UNSCR - Resolution 704